# خافيير كوروسين
خافيير كوروسين (بالفرنسية: Xavier Corosine)‏ مواليد 12 مارس 1985 في فرنسا، هو لاعب كرة سلة فرنسي. بدأ مسيرته الاحترافية في سنة 2003. يحمل الرقم 8.

## المسيرة الاحترافية
لعب مع إلان شالون في الدوري الفرنسي من سنة 2006 إلى 2008، ثم لعب مع جاي إس إف نانتير من سنة 2009 إلى 2014، ثم لعب مع باريس لوفالوا في الدوري الفرنسي في موسم 2014–2015.

## روابط خارجية
- خافيير كوروسين على موقع كرة السلة الأوروبية.كوم (الإنجليزية)
- خافيير كوروسين على موقع ريلجم (الإنجليزية)
- خافيير كوروسين على موقع بروبوليرز (الإنجليزية)
- خافيير كوروسين على موقع سبورتس رفرنس (الإنجليزية)